# Переспа (река)

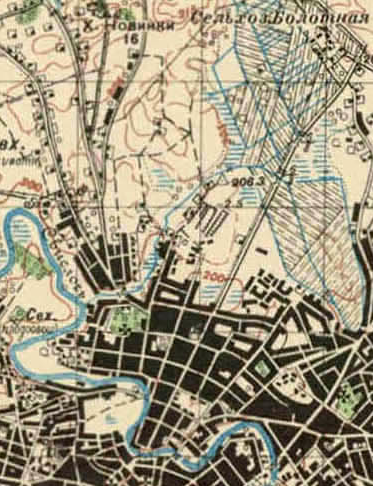

Переспа (бел. Пярэспа) — река, левый приток реки Свислочь, давший название историческому району Минска.

## История
По легенде на водопаде в месте впадения Переспы в Свислочь была построена мельница богатыря Менска, с чего начал своё существование город Минск. 
В 1922 году в реку впадал магистральный канал осушительной сети Комаровского болота. В Переспу впадала ныне несуществующая река Виранка. В 1975 году река была заключена в подземный ливневый коллектор, который в среде минских диггеров называется Фарфоровым, а официально Комаровским.

## География
Исток Переспы находился на территории бывшего Комаровского болота (ныне Парка Дружбы народов), возле места пересечения улиц Кульман и Карастояновой. Ручей протекал по территории, где сейчас располагается котельная Центрального района, затем вдоль улицы Гая, и по территории фарфорового завода в сторону перекрестка улиц Машерова, Даумана и Сторожевская. Устье располагается между спорткомплексом Динамо и проспектом Машерова, река впадала в Свислочь небольшим водопадом. В настоящее время рядом с устьем находится 150 метровый водосток, который заканчивается входом в коллектор.